# Смелов, Александр Иванович
Александр Иванович Смелов (11 июля 1913, д. Большие Дорки, Новгородская губерния — 26 марта 1985, Ленинград) — советский военнослужащий, участник Великой Отечественной войны, Герой Советского Союза, командир 4-го эскадрона 55-го гвардейского кавалерийского полка 15-й гвардейской кавалерийской дивизии 7-го гвардейского кавалерийского корпуса 1-го Белорусского фронта. Капитан.

## Биография

Могила Смелова на Серафимовском кладбище Санкт-Петербурга.

Родился 11 июля 1913 года в деревне Большие Дорки (ныне — в Новгородском районе Новгородской области) в крестьянской семье. Русский. Член ВКП(б)/КПСС с 1942 года. Окончил лесной техникум в городе Ломоносов. Работал техником в Новгородском леспромхозе.
На военной службе с 1935 года. Вплоть до 1941 года служил помощником командира взвода военизированной охраны Каргопольского исправительно-трудового лагеря НКВД СССР.
На фронте в Великую Отечественную войну с сентября 1941 года. В марте 1942 года окончил Курсы усовершенствования командного состава.
Командир эскадрона 55-го гвардейского кавалерийского полка гвардии старший лейтенант А. И. Смелов, действуя в головном отряде полка, в январе 1945 года ворвался в город Побяница. Взвод форсировал реку Варта и одним из первых в дивизии перешёл бывшую государственную границу Польши с Германией.
Указом Президиума Верховного Совета СССР от 27 февраля 1945 года за образцовое выполнение боевых заданий командования и проявленные при этом геройство и мужество гвардии старшему лейтенанту Смелову Александру Ивановичу присвоено звание Героя Советского Союза с вручением ордена Ленина и медали «Золотая Звезда».
22 апреля 1945 года, в ходе Берлинской операции войск 1-го Белорусского фронта, кавалеристы 4-го эскадрона под командованием гвардии старшего лейтенанта А. И. Смелова, действуя решительно и самоотверженно в авангарде 55-го гвардейского кавалерийского полка, сумели под сильным огнём противника форсировать реку Хафель и захватить плацдарм южнее Зандхаузена. Развернулся жестокий бой за удержание захваченного плацдарма, в ходе которого бойцы эскадрона А. И. Смелова уничтожили 80 гитлеровцев и захватили в плен 30 солдат. Успех эскадрон гвардии старшего лейтенанта Смелова позволил командиру 15-й гвардейской кавалерийской дивизии гвардии полковнику М. П. Рышкову в этот день и на другой день переправить через реку Хафель всю дивизию и развивать наступление на Шванте.
После войны продолжал служить в Вооружённых Силах СССР. В 1952 году он окончил Курсы усовершенствования офицерского состава. С 1956 года капитан А. И. Смелов — в запасе. Жил в Ленинграде, где скончался 26 марта 1985 года. Похоронен там же на Серафимовском кладбище (1-й ясеневый участок).
Награждён орденом Ленина, двумя орденами Красного Знамени, орденами Отечественной войны 1-й и 2-й степеней, двумя орденами Красной Звезды, медалями.